# Cratere Pygmalion
Pygmalion  è un cratere sulla superficie di Eros.